# 第十四届澳门国际电影节
第14届澳门国际电影节暨第13届澳门国际电视节颁奖典礼于2022年12月21日在澳门永利皇宫举行。

## 电影节奖项
第14届澳门国际电影节的主要奖项为：
- 最佳影片：《长津湖之水门桥》、《明日战记》
- 最佳导演：章子怡 《我和我的父辈》之《诗》
- 最佳编剧：斗琪 《追光》
- 最佳男主角：陈宝国 《海的尽头是草原》
- 最佳女主角：章子怡 《我和我的父辈》
- 最佳男配角：范伟 《铁道英雄》
- 最佳女配角：张珊萌 《朝花夕拾》
- 最佳摄影：赵小丁 《狙击手》
- 最佳新锐导演：徐欣羡 《我們的十八歲》
- 组委会特别大奖：《扫黑行动》、《一路瞳行》
- 优秀女性电影创作奖：《我的美丽生活》
- 最佳新人：刘梦珂 《追光》

## 电视节奖项
第13届澳门国际电视节的主要奖项为：
- 最佳电视剧：《理想之城》
- 最佳导演：滕华涛 《心居》
- 最佳编剧：周唯、罗虹 《理想之城》
- 最佳男主角：王凯 《大江大河2》
- 最佳女主角：刘亦菲 《梦华录》
- 最佳男配角：李传缨 《理想之城》
- 最佳女配角：曾黎 《星汉灿烂·月升沧海》